# Herbert Blomstedt

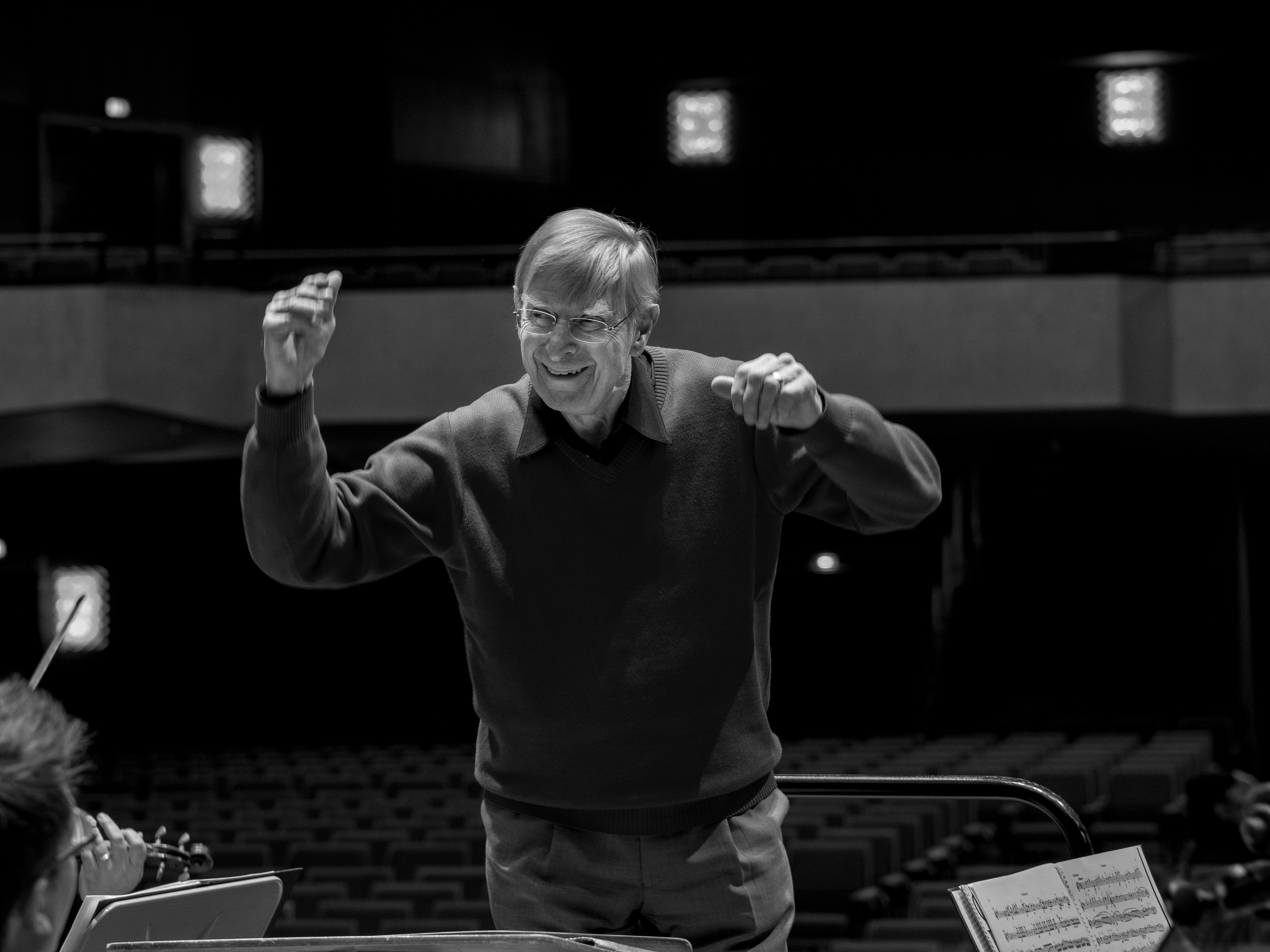
Herbert Blomstedt bei einer Probe mit den Bamberger Symphonikern (2015)

Herbert Thorson Blomstedt (Aussprache [ˌhæɹːbəʈ ˈblʊmːstɛt]; * 11. Juli 1927 in Springfield, Massachusetts) ist ein schwedischer Dirigent. Er ist Mitglied der Königlich-Schwedischen Musikakademie.

## Leben
Herbert Blomstedt wurde als zweiter Sohn schwedischstämmiger Eltern in den USA geboren. Sein Vater, Adolf Blomstedt (1898–1981), war Missionar bei den Siebenten-Tags-Adventisten. Seine in Golden, Colorado geborene Mutter, Alida Armintha Thorson (1899–1957), war Pianistin. Ende der 1920er Jahre kehrten die Eltern zusammen mit ihren Söhnen Norrman Eugen und Herbert nach Europa zurück – zunächst ins schwedische Nyhyttan (Västmanland). Nachdem der Vater zum Leiter der adventistischen Kirche in Finnland ernannt worden war, zog die Familie nach Kauniainen, Helsinki und Turku. Nach fünf Jahren folgte die Rückkehr nach Schweden, wo die Familie zunächst in Göteborg, später in Stockholm wohnte. Blomstedt wuchs in einem evangelischen Pfarrhaus auf. 
Seine erste musikalische Ausbildung erhielt er am Königlichen Konservatorium in Stockholm und an der Universität Uppsala. Anschließend studierte Blomstedt Dirigieren an der Juilliard School of Music in New York City, zeitgenössische Musik in Darmstadt sowie Renaissance- und Barockmusik an der Schola Cantorum Basiliensis, außerdem arbeitete er unter Igor Markevitch in Salzburg und unter Leonard Bernstein in Tanglewood.
1954 debütierte Herbert Blomstedt als Dirigent mit dem Philharmonischen Orchester Stockholm und war dann als Chefdirigent bedeutender skandinavischer Orchester tätig, u. a. in Norrköping. Bis 1963 leitete er das Sinfonieorchester des Schwedischen Rundfunks.

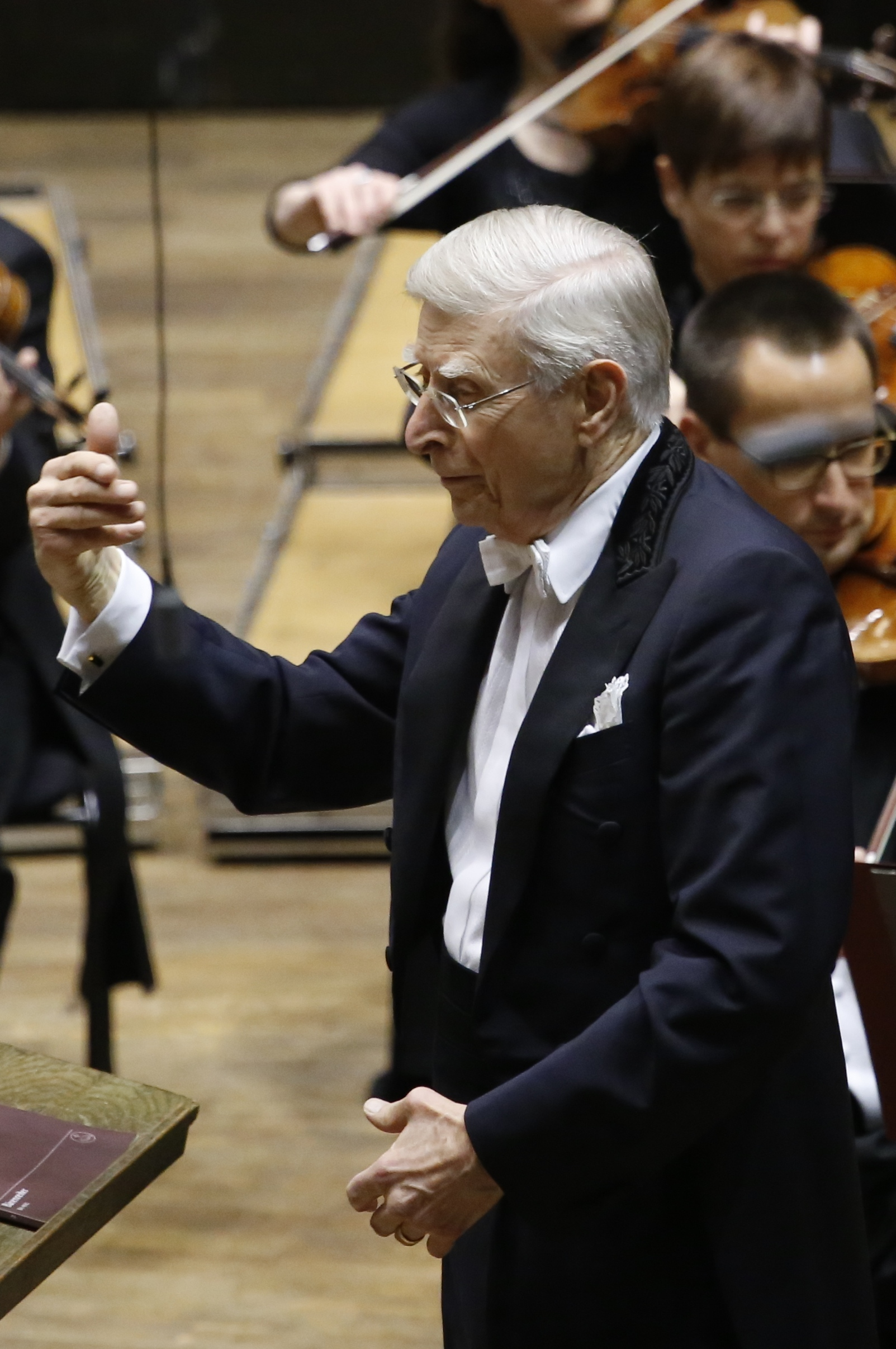
Herbert Blomstedt im Leipziger Gewandhaus, 2015

Von 1975 bis 1985 war er Chefdirigent der Staatskapelle Dresden und von 1985 bis 1995 Music Director des San Francisco Symphony. Von 1996 bis 1998 war er Chefdirigent des NDR Sinfonieorchesters, mit dem er zudem regelmäßig als Gastdirigent arbeitet. 1998 bis 2005 leitete er als Nachfolger von Kurt Masur das Gewandhausorchester Leipzig.
Herbert Blomstedt arbeitet mit vielen bedeutenden Orchestern als Gastdirigent, darunter die Bamberger Symphoniker, die Berliner Philharmoniker, das Boston Symphony Orchestra, das Chicago Symphony Orchestra, das Israel Philharmonic Orchestra, das Concertgebouw-Orchester Amsterdam, das Los Angeles Philharmonic, die Münchner Philharmoniker und nicht zuletzt das Symphonieorchester des Bayerischen Rundfunks. Mit den Wiener Philharmonikern trat Blomstedt erstmals 2011 auf.
Blomstedt, dessen Ehefrau Waltraud Regina (Traute), geb. Petersen, im Februar 2003 verstarb, hat vier Töchter. Er lebte von 1984 bis 2024 in Luzern, 2024 zog er nach Schweden. Er ist bekennender Siebenten-Tags-Adventist, trinkt keinen Alkohol und ernährt sich vegetarisch.

## Auszeichnungen
Das NHK-Sinfonieorchester (1986), das San Francisco Symphony (1995), das Gewandhausorchester (2005), die Bamberger Symphoniker (2006), das Schwedische Radio-Sinfonieorchester Stockholm (2006), das Dänische Radio-Sinfonieorchester Kopenhagen (2006), die Sächsische Staatskapelle Dresden (2016) und die Wiener Philharmoniker (2019) ernannten ihn zu ihrem Ehrendirigenten. 2003 erhielt er das Große Bundesverdienstkreuz. Ihm wurde außerdem von zahlreichen Universitäten die Ehrendoktorwürde zuerkannt, beispielsweise von der Universität Göteborg. Darüber hinaus erhielt er zahlreiche weitere Auszeichnungen, so zum Beispiel 2001 den Anton-Bruckner-Preis der Stadt Linz, 2007 den Max-Rudolf-Preis für sein Wirken als Dirigent und Pädagoge, 2007 die Goldene Ehrennadel der Sächsischen Staatskapelle Dresden, 2008 die Johann Walter Plakette des Sächsischen Musikrates und 2011 die Bach-Medaille der Stadt Leipzig.
2016 erhielt Blomstedt den Léonie-Sonning-Musikpreis. Im selben Jahr wurde ihm von der Brahms-Gesellschaft Schleswig-Holstein der Brahmspreis 2017 zuerkannt, den er am 10. Juni 2017 im Rahmen der Brahms-Wochen 2017 in Wesselburen erhalten hat. Die Laudatio hielt die Journalistin und Biographin Julia Spinola. 2017 wurde Blomstedt mit dem Leipziger Tourismuspreis der Leipzig Tourismus und Marketing (LTM) GmbH ausgezeichnet. 2022 wurde ihm der Rheingau Musikpreis verliehen. 2022 erhielt er das Große Bundesverdienstkreuz mit Stern und 2023 für sein Lebenswerk den Opus Klassik.

## Einspielungen
Blomstedt hat zahlreiche Werke eingespielt, die meisten mit der Staatskapelle Dresden, dem San Francisco Symphony und dem Gewandhausorchester Leipzig. Allein mit der Staatskapelle existieren 130 verschiedene Aufnahmen, darunter sämtliche Sinfonien von Beethoven und Schubert und auch Beethovens Oper Leonore, die Urfassung des Fidelio. Die Sinfonien von Sibelius, eine Reihe von Orchesterwerken Paul Hindemiths sowie sämtliche Sinfonien von Carl Nielsen, die als Referenzaufnahmen gelten, nahm er mit dem San Francisco Symphony auf. Mit dem Gewandhausorchester entstanden ab 1999 u. a. Einspielungen aller Sinfonien von Anton Bruckner und Ludwig van Beethoven, aber auch die High Mass des Schweden Sven-David Sandström.
Blomstedts Aufnahmen wurden unter anderem bei Decca veröffentlicht; vor allem jene mit dem San Francisco Symphony. 2023 erschien eine Gesamtbox aller Decca-Einspielungen. Aufnahmen mit der Staatskapelle Dresden erschienen bei Denon und Eterna (mittlerweile Berlin Classics). Von Querstand wurden zwischen 2005 und 2012 Einspielungen mit dem Gewandhausorchester veröffentlicht. Ab 2015 erscheinen Aufnahmen bei Accentus Music, die 2023 auch die Gesamtaufnahme der Bruckner-Sinfonien, die zuvor als SACD bei Querstand erschienen war, als CD erneut auf den Markt brachten. Seit 2022 erscheinen auch Aufnahmen bei der Deutschen Grammophon.

## Dokumentarfilm
Die Leipziger Produktionsfirma Accentus Music produzierte von 2017 bis 2022 unter der Regie von Paul Smaczny den Film „Wenn die Musik tönt, wird die Seele angesprochen“.
Der Film entstand zwischen Blomstedts 90. und 95. Geburtstag und begleitet ihn bei seiner Arbeit mit ausgewählten Orchestern, die stellvertretend für die vielen internationalen Klangkörper stehen, die er entweder geleitet hat oder mit denen er weiterhin regelmäßig arbeitet.
Der Film erschien im März 2023 unter dem hauseigenen Label von Accentus Music und ist auf DVD erhältlich. 2024 gewann die DVD den ICMA-Award in der Kategorie „Video: Performance & Documentaries“.

## Ausgewählte Aufnahmen
- Beethoven: Sinfonien Nr. 1–9; Staatskapelle Dresden, 1976–1982.
- Beethoven: Sinfonien Nr. 1–9; Gewandhausorchester Leipzig, 2014–2017.
- Beethoven: Leonore; Hermann Christian Polster, Theo Adam, Richard Cassily, Edda Moser, Karl Ridderbusch, Helen Donath, Eberhard Büchner, Rundfunkchor Leipzig, Staatskapelle Dresden, 1977.
- Beethoven: Missa solemnis, Simone Schneider, Gerhild Romberger, Richard Croft, Jochen Kupfer, MDR-Rundfunkchor, Gewandhausorchester Leipzig, 2013.
- Beethoven: Tripelkonzert, Isabelle Faust, Jean-Guihen Queyras, Martin Helmchen, Gewandhausorchester Leipzig, 2017.
- Brahms: Sinfonien 1–4; Gewandhausorchester Leipzig, 2021, 2022.
- Brahms: Sinfonie Nr. 2 und 4; Gewandhausorchester Leipzig, 2000, 1996.
- Brahms: Sinfonie Nr. 1 und 2, sowie Akademische Festouvertüre und Tragische Ouvertüre; Gewandhausorchester Leipzig, 2020–2021.
- Brahms: Ein deutsches Requiem; San Francisco Symphony, 1995.
- Bruckner: Sinfonien Nr. 4 und 7; Staatskapelle Dresden, 1980.
- Bruckner: Sinfonien Nr. 4 und 6; San Francisco Symphony, 1995, 1993.
- Bruckner: Sinfonien Nr. 3 und 9; Gewandhausorchester Leipzig, 1998, 1995.
- Bruckner: Sinfonien Nr. 1–9; Gewandhausorchester Leipzig, 2012.
- Grieg: Peer Gynt; Urban Malmberg, Mari-Ann Haeggander, Wendy Hoffmann, Merlyn Vaughn, Wendy White, Urban Malmberg, Richard Haille, San Francisco Symphony, 1990.
- Mahler: Sinfonie Nr. 2; San Francisco Symphony, 1994.
- Mahler: Sinfonie Nr. 4 und 5; NHK-Sinfonieorchester, 2011.
- Mahler: Sinfonie Nr. 9; Bamberger Symphoniker, 2018.
- Mendelssohn: Sinfonien Nr. 3 und 4; San Francisco Symphony, 1993.
- Mendelssohn: Sinfonien Nr. 3; Gewandhausorchester Leipzig, 2012.
- Mendelssohn: Klavierkonzerte Nr. 1 und 2; Jean-Yves Thibaudet, Gewandhausorchester Leipzig, 2001.
- Mozart: Sinfonien Nr. 38–41; Staatskapelle Dresden, 1981, 1982.
- Mozart: Sinfonie Nr. 35; Israel Philharmonic Orchestra, 2005.
- Mozart: Sinfonien Nr. 39, 40 und 41; Symphonieorchester des Bayerischen Rundfunks, 2023, 2013, 2017.
- Nielsen: Sinfonien Nr. 1–6; Dänisches Radio Sinfonieorchester, 1975.
- Nielsen: Sinfonien Nr. 1–6; San Francisco Symphony, 1989–1991.
- Orff: Carmina Burana; Lynne Dawson, John Daniecki, Kevin McMillan, San Francisco Symphony, 1991.
- Schubert: Sinfonien Nr. 1–9; Staatskapelle Dresden, 1982–1984.
- Schubert: Sinfonien Nr. 5, 8 und 9; San Francisco Symphony, 1992, 1993.
- Schubert: Sinfonien Nr. 8 und 9; Gewandhausorchester Leipzig, 2022.
- Sibelius: Sinfonien Nr. 1–7; San Francisco Symphony, 1991–1996.
- Stenhammar: Sinfonie Nr. 2; Gothenburg Symphony, 2018.
- Strauss: Also sprach Zarathustra, Ein Heldenleben, Till Eulenspiegels lustige Streiche, Tod und Verklärung; Staatskapelle Dresden, 1984, 1987, 1989.
- Strauss: Till Eulenspiegels lustige Streiche, Tod und Verklärung; San Francisco Symphony, 1998.
- Voříšek: Sinfonie in D-Dur, op. 23, Gewandhausorchester Leipzig, 2022.
- Weber: Klarinettenkonzerte; Sabine Meyer (Klarinette), Staatskapelle Dresden, 1989.

## Zitat
„Dirigent zu sein, ist ein guter Beruf, um alt zu werden, denn es ist immer eine Herausforderung, und Herausforderungen braucht man, wenn man älter wird.“

„Wenn die Musik tönt, wird die Seele angesprochen.“